# Брикс, Фёдор Александрович
Брикс Фёдор Александрович (1855—1936) — инженер, специалист в области теории и проектирования корабельных паровых машин и судовых движителей, профессор, технический директор Франко-русского завода, действительный статский советник.

## Биография
Брикс Фёдор Александрович родился 5 февраля 1855 года.
В 1877 году окончил механическое отделение Технического училища морского ведомства в Кронштадте, произведён в кондукторы Корпуса инженеров-механиков и назначен инженер-механиком на броненосец «Пётр Великий».
В 1878 году был произведён в прапорщики и командирован в Америку для наблюдения за постройкой клипера «Забияка» и переоборудованием закупленных российским правительством американских пароходов в парусно-паровые крейсера, получивших название «Азия» и «Африка».
В 1882 году окончил механическое отделение Николаевской морской академии. 6 ноября 1882 года присвоено звание — подпоручик.
В 1882—1886 годах работал конструктором на Балтийском заводе, участвовал в проектировании миноносца «Котлин».
30 августа 1883 года произведён в поручики (в 1886 году переаттестован в помощники старшего инженера-механика).
В 1884 году защитил адъюнктскую диссертацию по поршневым набивкам, в которой вывел закон падения давления пара при протекании его через лабиринты.
В 1886 году находился в научной командировке по осмотру зарубежных машиностроительных заводов.
В 1888—1892 годах работал главным чертежником Морского технического комитета. 1 января 1892 года Бриксу было присвоено звание — старший инженер-механик и он назначен начальником механической чертежной Морского технического комитета.
В 1896 году избран членом Конференции Николаевской морской академии.
С 1900 года в отставке, до 1917 года являлся техническим директором Франко-Русских заводов. Участвовал в разработке проектов большого числа главных и вспомогательных судовых механизмов, движителей, в том числе турбинных установок. С 1910 года профессор Морской академии на кафедре «Теория и проектирование морских паровых машин».
25 марта 1912 года произведён в чин статского советника, 16 марта 1915 года — действительного статского советника.
С 1917 года был на научно-исследовательской работе в Военно-морской академии и одновременно в Петроградском политехническом институте. С 1920 года — начальник машиностроительного факультета академии, а с 1922 года — старший руководитель цикла специальных предметов по машиностроительному отделу Военно-морской академии.
С 1930 года — научный консультант Научно-исследовательского института судостроения.
В 1932—1936 годах — член правления Всесоюзного научного инженерно-технического общества судостроения и судоходства.
Умер в 1936 году в Ленинграде.

## Публикации
Брикс Фёдор Александрович опубликовал свыше 25 оригинальных научных работ в области теории и проектирования судовых паровых машин и движителей.
- «Лопастные насосы» (1896)
- «Полезное действие гребных винтов» (1914)
- «Общие законы движения судов и теория гребных винтов» (1918)
- «Руководство по расчету судовых гребных винтов» (1927)
- «Основы проектирования морских поршневых паровых машин» (1929)

## Награды
- Орден Святого Станислава 2-й степени
- Орден Святой Анны 2-й степени
- Орден Святого Владимира 4-й степени
- Медали

## Семья
- Брат — Брикс, Андрей Александрович (1858-) — математик и физик, генерал-майор, профессор и инспектор классов Михайловского артиллерийского училища